# Cierra Runge
Cierra Runge (Cochranville, 7 de março de 1996) é uma nadadora estadunidense, campeã olímpica.

## Carreira

### Rio 2016
Runge competiu na natação nos Jogos Olímpicos de Verão de 2016, onde conquistou a medalha de ouro integrando o revezamento 4x100 metros medley.